# Actaecia pallida
Actaecia pallida is een pissebed uit de familie Actaeciidae. De wetenschappelijke naam van de soort is voor het eerst geldig gepubliceerd in 1927 door Nicholls & Barnes.